# Губарівщина (заказник)
Губарі́вщина — ландшафтний заказник місцевого значення в Україні. Об'єкт розташований на території Роменського району Сумської області, околиця села Волошнівка. 
Площа — 14,9969 га, статус отриманий у 2018 році. 
Частина балки вкрита залишками лучно-степових угруповань з осередком формування популяції сону чорніючого — виду рослин, занесеного до Червоної книги України. По днищу балки протікає струмок, який утворюється від кількох самовитічних джерел.